# The Fighting Irish
"The Fighting Irish" é o 17.° episódio da primeira temporada da série de televisão de comédia de situação norte-americana 30 Rock. Teve o seu enredo escrito por Jack Burditt, um dos co-produtores executivos da temporada, e foi realizado por Dennie Gordon. A sua transmissão original nos Estados Unidos ocorreu na noite de 8 de Março de 2007 através da rede de televisão National Broadcasting Company (NBC). Dentre as estrelas convidadas, estão inclusas Lonny Ross, Katrina Bowden, Maulik Pancholy, Jason Sudeikis, Nathan Lane, Molly Shannon, Brian Murray, Anna Chlumsky, Siobhan Fallon Hogan, e Boris McGiver.
No episódio, Jack Donaghy (interpretado por Alec Baldwin) é visitado pelo seu irmão distanciado Eddie (Lane), que alega que o pai deles (Murray) está morto. Entretanto, Jack avisa a Liz Lemon (Tina Fey), argumentista-chefe do TGS with Tracy Jordan, que ela deve despedir dez por cento dos membros da sua equipa. Inicialmente, Liz batalha com esta tarefa, porém, após conhecer Liz Lemler (Chlumsky), namorada de Floyd DeBarber (J. Sudeikis) que trabalha no departamento de contabilidade do TGS, a sua decisão torna-se fácil.
Em geral, "The Fighting Irish" foi recebido com opiniões mistas pelos membros da crítica especialista em televisão do horário nobre. De acordo com os dados publicados pelo sistema de mediação de audiências Nielsen Ratings, o episódio foi assistido por uma média de 5,20 milhões de telespectadores norte-americanos, e foi-lhe atribuída a classificação de 2,5 e seis de share no perfil demográfico dos telespectadores entre os 18 aos 49 anos de idade.

## Produção

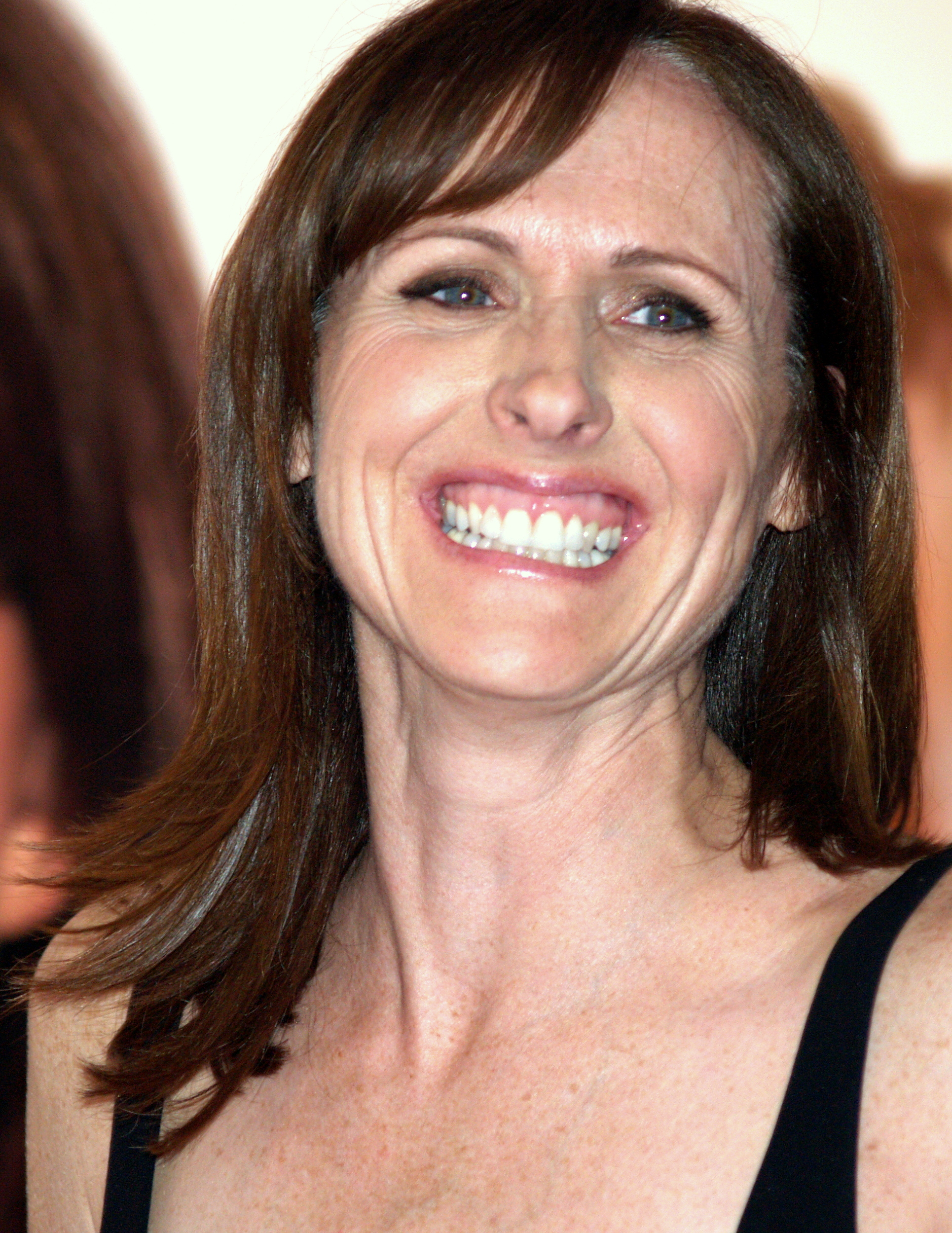
A actriz Molly Shannon, ex-membro do elenco de Saturday Night Live, fez uma participação em "The Fighting Irish".

"The Fighting Irish" é o 17.° episódio da primeira temporada de 30 Rock. O seu enredo foi escrito por Jack Burditt, um dos co-produtores executivos da temporada, e foi realizado por Dennie Gordon. Este é o terceiro crédito de escrita de argumento por Burditt, que anteriormente trabalhou no guião de "Jack Meets Dennis" e "The Baby Show", e a estreia de Gordon como realizadora do seriado.
Jason Sudeikis, Molly Shannon e Siobhan Fallon Hogan — todos actores e comediantes que no passado foram integrantes do elenco do programa de televisão humorístico Saturday Night Live (SNL) — fizeram uma participação em "The Fighting Irish" como as personagems Floyd DeBarber, Katherine Catherine e Patricia Donaghy, respectivamente. Esta foi a terceira aparição de Sudeikis e a única das outras duas. Vários outros membros do elenco do SNL já fizeram uma participação em 30 Rock, incluindo Rachel Dratch, Andy Samberg, Chris Parnell, Fred Armisen, Kristen Wiig, Will Forte, Horatio Sanz, e Jan Hooks. Ambos Tina Fey e Tracy Morgan fizeram parte do elenco principal do SNL, com Fey sendo a argumentista-chefe do programa entre 1999 e 2006. O actor Alec Baldwin também apresentou o Saturday Night Live por dezassete vezes, o maior número de episódios por qualquer personalidade.
Kristen Sudeikis, irmã de Jason Sudeikis, também participou do episódio como uma instructora de uma aula de "groove hip hop avançada". Na vida real, Kristen Sudeikis é uma coreógrafa profissional.
O actor e comediante Judah Friedlander, intérprete da personagem Frank Rossitano em 30 Rock, é conhecido pelos seus bonés de camioneiro de marca registada que usa dentro e fora da personagem Frank. Os chapéus normalmente apresentam palavras ou frases curtas estampadas neles. Friedlander afirmou que ele próprio é quem faz os acessórios. Revelou também que "alguns deles são brincadeiras íntimas, e alguns são simplesmente piadas." A ideia veio do persona de Friedlander nas suas apresentações de comédia stand-up, nas quais os objectos de adorno estão todos estampados com a escrita "campeão mundial" em línguas e aparências diferentes. Em "The Fighting Irish", Frank usa um boné extravagante que lê "Liz Rocks" na tentativa de manter o seu emprego.

## Enredo
Jack Donaghy (Alec Baldwin) é visitado pelo seu irmão distanciado Eddie Donaghy (Nathan Lane), que o informa sobre a morte do pai deles. Os irmãos, após lutarem inicialmente, acabam fazendo as pases e decidem convidar as suas irmãs Katherine Catherine (Molly Shannon) e Patricia (Siobhan Fallon Hogan), assim como o cunhado Patrick (Boris McGiver) ao edifício da GE para uma reunião de família. Quando a família está prestes a assistir a uma gravação do TGS, o pai supostamente morto de Jack visita-o no seu escritório, afirmando que Eddie estava morto. Eventualmente, isto culmina em todos discutindo no palco do programa de televisão, onde a argumentista-chefe Liz Lemon (Tina Fey) leva um murro de Katherine.
Entretanto, Liz, por sua vez, foi informada por Jack que deve despedir dez por cento dos membros da sua equipa. Embora a equipa faça o seu melhor para manter os emrpegos, Liz batalha sobre fazer a decisão sobre a quem despedir. Este problema se resolve quando Floyd DeBarber (Jason Sudeikis), por quem Liz tem sentimentos românticos, revela-lhe que a sua namorada Liz Lemler (Anna Chlumsky) trabalha no sector de contabilidade do TGS. Quando despede a sua chará, a argumentista inicia um alvoroço sobre despedir colegas, inclusive o produtor Pete Hornberger (Scott Adsit), que não aprova a sua decisão de despedir a namorada de Floyd por motivos pessoais. Mais tarde, Jack diz a Liz que ele recontractou todas as pessoas despedidas por si, mas irá transferir Liz Lemler para a sede da General Electric em Fairfield, Connecticut.
Não obstante, Tracy Jordan (Tracy Morgan) foi aconselhado pelo seu advogado a juntar-se à uma religião, o que o leva a pedir recomendações das pessoas que trabalham no estúdio, inclusive Jack e Liz, chegando até a ir à uma missa com o estagiário Kenneth Parcell (Jack McBrayer). Quando Eddie fala-lhe sobre o Catolicismo Irlandês, enfatizando o aspecto aparentemente libertador da confissão, Tracy decide que esta é a religião certa para si e torna-se adepto. Contudo, muda de ideias após ver o peso de consciência que Jack carrega.

## Repercussão
| Críticas profissionais | Críticas profissionais |
| Avaliações da crítica  | Avaliações da crítica  |
| Fonte                  | Avaliação              |
| ---------------------- | ---------------------- |
| A.V. Club              | C+                     |
| AOL                    | (mista)                |
| IGN                    | (mista)                |
| TV Guide               | (mista)                |

A transmissão original de "The Fighting Irish" ocorreu na noite de 8 de Março de 2007 através da NBC, rede na qual foi emitido como o 17.° episódio da primeira temporada de 30 Rock. Naquela noite, de acordo com as estatísticas reveladas pelo serviço de mediação de audiências Nielsen Ratings, o episódio foi visto por uma média de 5,20 milhões de telespectadores e recebeu a classificação de 2,5 e seis de share no perfil demográfico de telespectadores entre os 18-49 anos de idade. O 2,5 refere-se a 2,5 por cento de todas as pessoas de 18-49 anos de idade nos EUA, e o seis refere-se a seis por cento de todas as pessoas de 18-49 anos de idades assistindo televisão no momento da transmissão.
Robert Canning, analista de televisão do portal britânico IGN, achou que "embora o episódio tenha sido divertido, não houve tantos momentos de risada que fizeram episódios recentes tão memoráveis." Matt Webb Mitovich, para a revista de entretenimento TV Guide, opinou que "algo sobre o episódio desta semana, no qual Liz reclamou poder, Jack encontrou a sua família e Tracy procurou religião (um sub-enredo que merecia muito mais tempo de ecrã), simplesmente não funcionou para [ele]." Julia Ward, para a coluna televisiva TV Squad do portal AOL, escreveu que "este episódio não alcançou os [pontos] altos ridículos de 'Black Tie'. Foi mais [como uma] sitcom básica do que patetice extática, mas não foi mau."